# Шестнайсет свещи
Шестнайсет свещи (на английски Sixteen Candles) е американски филм от 1984 г. с участието на Моли Рингуолд, Майкъл Шофлинг и Антъни Майкъл Хол. Той е написан и режисиран от Джон Хюз. В него също така участват Джон Кюсак и неговата сестра Джоун Кюсак.

## Относно филма
„Шестнадесет свещи“ е първият тийнейджърски филм на Джон Хюз и първият, който включва актьори от групата Брат пак. С него започва една нова ера във филмите за гимназисти, защото е премерен, без бруталност или секс сцени, каквато е била тенденцита дотогава. Филмът е заснет предимно в и около Чикаго през лятото на 1983 г., когато Моли Рингуолд и Антъни Майкъл Хол са 15-годишни.

## Сюжет
Внимание:  Текстът по-долу разкрива сюжета на произведението (или части от него)!
Шестнадесетият рожден ден на гимназистката Саманта Бейкър наближава, но семейството ѝ забравя за него, защото сватбата на по-голямата ѝ сестра Джини се пада на следващия ден. В същото време Саманта изпитва силно увлечение по популярния и привлекателен Джейк Райън от нейното училище. Джейк разбира, че Саманта е увлечена по него от бележките, които тя си разменя със своя приятелка по време на час.
Освен любовните ѝ трепети, Сам си има проблеми и вкъщи, понеже и двете ѝ баби и дядовци отсядат у тях по повод сватбата на сестра ѝ. Освен това у тях се настанява и азиатецът Лонг Дък Донг по програма за обмен на студенти.
Второстепенната сюжетна линия включва шантав гимназист (Тед), който се опитва да спечели облог с приятелите си, като постоянно (и безуспешно) се опитва да вкара в леглото си Саманта. Въпреки напъните му да я свали, тя го отблъсква многократно.
В училище по време на танците, Саманта и Тед разговарят и Сам признава своята любов към Джейк. Като чува това, Тед ѝ споменава, че Джейк е питал за нея на дансинга. Двамата се съгласяват, че Сам трябва просто да поговоря с него и да му сподели чувствата си.

След щур купон в къщата на Джейк, той разговаря с Тед за Саманта. В края на филма Джейк причаква Саманта пред църквата след сватбата на сестра ѝ за да поговорят. Вместо да отиде на партито по повод женитбата на сестра ѝ, Саманта решава да тръгне с Джейк. Филмът завършва с целувката на двамата над една торта с 16 свещи.